# 후허하오터 바이타 국제공항
후허하오터 바이타 국제공항(영어: Hohhot Baita International Airport, 중국어 간체자: 呼和浩特白塔国际机场, 병음: Hūhéhàotè Báitǎ Guójì Jīchǎng, 몽골어: Хөх хот олон улсын нисэх буудал 호흐호트 올론 울신 니세흐 부달, 만주어: ᠬᠥᠬᠡᠬᠣᠲᠠ
ᠣᠯᠠᠨ
ᠤᠯᠤᠰ
ᠦᠨ
ᠨᠢᠰᠬᠦ
ᠪᠠᠭᠤᠳᠠᠯ, IATA: HET, ICAO: ZBHH)은 중화인민공화국 내몽골 자치구 후허하오터 시에 있는 공항이다. 1958년 10월 1일 개항했다.

## 운항 노선

### 국제선
| 항공사          | 도착지                       |
| --------------- | ---------------------------- |
| 춘추항공        | 나고야(주부), 방콕(수완나품) |
| 산둥 항공       | 홍콩(첵랍콕)                 |
| 홍콩 항공       | 홍콩(첵랍콕)                 |
| 에바 항공       | 타이페이(도원)               |
| 에어로 몽골리아 | 울란바토르                   |

### 국내선
| 항공사                 | 도착지                                                                                             |
| ---------------------- | -------------------------------------------------------------------------------------------------- |
| 중국국제항공           | 베이징(서우두), 광저우, 상하이(푸둥), 톈진, 항저우 계절편: 상하이(훙차오)                          |
| 중국남방항공           | 광저우, 다롄, 싼야, 선양, 선전, 시안, 우루무치, 인촨, 정저우, 창춘, 칭다오                         |
| 중국동방항공           | 난징, 상하이(푸둥), 상하이(훙차오), 선전, 스자좡, 시린하오터, 시안, 우하이, 지닝, 타이위안, 퉁라오 |
| GX 항공                | 난닝, 정저우                                                                                       |
| 다롄 항공              | 다롄                                                                                               |
| 럭키 에어              | 쿤밍, 타이위안                                                                                     |
| 둥하이 항공            | 정저우, 후룬바이얼                                                                                 |
| 베이징 캐피탈 항공     | 베이징(서우두), 난창, 샤먼, 우한, 정저우, 하이커우, 항저우                                         |
| 산둥 항공              | 지난, 샤먼, 칭다오, 톈진                                                                           |
| 상하이 항공            | 상하이(푸동), 후룬바이얼                                                                           |
| 선전 항공              | 광저우, 난닝, 난징, 선양, 선전, 우한, 정저우, 청두, 항저우, 후룬바이얼                             |
| 스프링 항공            | 상하이(푸동), 스자좡, 양저우                                                                       |
| 쓰촨 항공              | 청두                                                                                               |
| 오케이 항공            | 톈진                                                                                               |
| 준야오 항공            | 상하이(푸동)                                                                                       |
| 차이나 유나이티드 항공 | 베이징(다싱)                                                                                       |
| 차이나 익스프레스 항공 | 다롄, 만저우리, 시닝, 아얼산, 어얼둬쓰, 우란하오터, 위린, 자거다치, 충칭, 퉁라오, 후룬바이얼       |
| 칭다오 항공            | 옌타이, 후룬바이얼                                                                                 |
| 하이난 항공            | 베이징(서우두), 난창, 상하이(푸동), 싼야, 선전, 우루무치, 우한, 정저우, 창사, 창춘, 하이커우       |
| 허베이 항공            | 만저우리, 스자좡, 후룬바이얼                                                                       |

## 같이 보기
- 중화인민공화국의 공항 목록